# 더 스크립트
더 스크립트(The Script)는 더블린에서 결성된 아일랜드 얼터너티브 록 밴드이다. 현재 영국 런던에 중심을 두고 활동하고 있으며, 현재 그 활동범위를 미국으로 넓혀가고 있는 중이다.

## 생애

### 시작
대니 오도노휴와 마크 시한은 10대에 더블린, Michael의 거리의 도심 지역 클럽에서 만났다. 그들은 그 당시 MTV 에 나오던 흑인 미국 음악에 대해 이야기를 나누며 서로 가까워졌다.
마크 시한과 대니 오도노휴는 1996년 My Town이라는 밴드에 소속되었다. 이 밴드는 보이 밴드로서 본래에 네 명의 구성원이 있었다. 구성원 : 대니 오도노휴 (Danny O'Donoghue), 마크 시한 (Mark Sheehan), 테리 델리(Terry Daly)와 폴 워커 (Paul Walker).
이들은 또한 일찍이 재능있는 위대한 음악가를 알아보는 눈이 있어서 R&B의 전설이 될 Dallas Austin, Montell Jordan와 Teddy Riley를 직접 찾아가 음악 제작을 하기로 약속한 상태에서 그들을 만나기 위해 초대했다.
그들은 수년 동안 영국에서 활동했다. 하지만 그들은 더블린으로 돌아가 그들의 새로운 밴드에 글렌 파워를 뽑아서 구성했다. 글렌 파워는 15살때 그의 자본으로 자신의 집에서 솔로 프로젝트를 만들어 음악을 만들어 연주하곤 했다. 하지만 대니 오도노휴와 마크 시한을 만나고 나서 글렌 파워는 그 일을 그만두고, 그들과 함께 글렌 파워의 집에서 한 주 만에 음악 3곡을 만들었다. 글렌은 이를 두고서 "나는 어떠한 밴드에서도 이정도로 자유롭게 나 자신을 표현할 기회가 없었다." ("I had never had a chance with any other band to express myself with such freedom.")이라고 말했다. 이는 서로가 존중하며 음악을 만들었다는 것을 보여준다. 이로써 The Script 밴드는 결성되었고 밴드는 2005년 (Phonogenic)회사와 계약을 맺었다. 그리고 Last.FM에 EP에 출시되었다. 밴드는 diverse 그룹의 음악가들과 U2, The Police, The Neptunes, Timbaland, 그리고 Van Morrison의 영향을 받았다.

### 돌파구와The Script
스크립트는 BalconyTV에서 "We Cry"로 award에서 첫 번째로 우승했다(2008년 9월 13일 더블린)
그들의 두 번째 싱글, "The Man Who Can't Be Moved"는 2008년 9월 15일 출시되었다. 이 곡은 비유럽 국가에서 최고의 위치를 잡았다. 그리고 영국 차트에서 2위를 했다. 2008년 8월 11일 발매된 The Script는 7주 동안 20,240장이 팔렸다. 이 앨범은 2008년 영국에 18번째로 가장 많이 팔린 앨범이 되었다.
밴드의 세 번째 싱글, "Breakeven"은 2008년 11월 21일 아일랜드에서, 2008년 12월 29일 영국에서 출시되었다. 이 앨범은 Irish Singles Chart에서 큰 성공을 거두었다.
음악 "Breakeven" 은 2010년 봄 US Billboard Hot 100 의 12위에 올랐다.

## 음반
- 2008년: The Script
- 2010년: Science & Faith
- 2012년: #3
- 2014년: No Sound Without Silence
- 2017년: Freedom Child
- 2019년: Sunsets & Full Moons